# Фиалка канадская
Фиа́лка канадская (лат. Viola canadensis) — вид двудольных растений рода Фиалка (Viola) семейства Фиалковые (Violaceae). Впервые описан Карлом Линнеем.

## Ботаническое описание
Многолетнее травянистое растение высотой 30-40 см, без розеточных листьев, с прямостоячими или приподнимающимися, часто мощными, равномерно облиственными побегами, в начале вегетации густо, летом слабоопушенное или голое.
Корневище короткое, компактное, довольно толстое с большим числом корней.
Листья овальной формы, длиной 0,7-12,4 см, шириной 0,9-11,1 см, по краю зазубрены, основание сердцевидное или усеченное, вершина заострённая или острая. Голый черешок достигает 1,1-23 см. Прицветники продолговатые, овальные или ланцетные.
Цветки белого цвета или с палево-фиолетовым оттенком, в центре желтые, нижний лепесток крупнее остальных, передний лепесток продолговатый, длиной 5-20 мм, с пурпурными жилками, снабжен тупым шпорцем длиной 1-2 мм. Лепестки обратнояйцевидные.
Плод — коробочка длиной 3-10 мм, яйцевидной или эллипсоидной формы .

## Распространение и среда обитания
Произрастает в лесах, на лугах, берегах водоёмов и склонах. Встречается на высоте до 3600 м над уровнем моря.
Растение встречается в естественной среде в Канаде (в провинциях Нью-Брансуик, Новая Шотландия, Онтарио и Квебек, а также на Северо-Западных территориях) и США (в Алабаме, Аризоне, Арканзасе, Колорадо, Коннектикуте, Джорджии, Айдахо, Иллинойсе, Индиане, Кентукки, Мэн, Мэриленд, Массачусетс, Мичиган, Нью-Гэмпшир, Нью-Джерси, Нью-Мексико, штат Нью-Йорк, Северная Каролина, Огайо, Пенсильвания, Род-Айленд, Южная Каролина, Теннесси, Юта, Вермонт, Вирджиния, Западная Вирджиния, Висконсин и Вайоминг).

## Применение
Листья и цветки съедобны. Из последних можно приготовить желе.
Южные оджибве используют отвар корня при болях в области мочевого пузыря.

## Охранный статус
Растение внесено в список исчезающих видов в штатах Иллинойс, Мэн и Нью-Джерси, в список находящихся под угрозой исчезновения в штате Коннектикут и имеет исторический ареал в штате Род-Айленд.